# Afgebroken partij

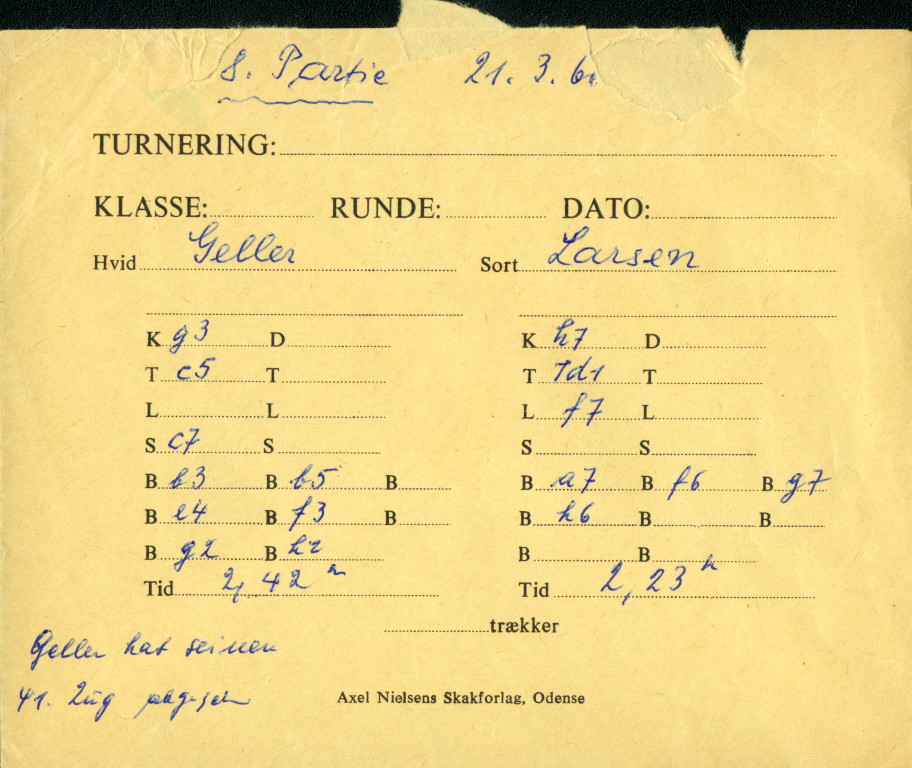
Voorbeeld van een afgebroken schaakpartij uit 1966 tussen Geller en Larsen

Een afgebroken partij is met dammen, schaken of go een partij, die niet binnen de afgesproken speeltijd is beëindigd, maar op een later tijdstip wordt voortgezet. Bij een afgebroken partij moet degene die aan de beurt is de zet die hij of zij wil spelen opschrijven en aan de scheidsrechter geven, die de zet zal bewaren. De stand op het bord wordt genoteerd en ook de verbruikte denktijd wordt opgeschreven. Op een afgesproken moment kan de partij dan worden voortgezet.
Bij een zeer lange partij kan het voorkomen dat deze voor een tweede maal wordt afgebroken. Soms wordt zo'n partij dan door arbitrage beslist, waarbij sterkere spelers de stelling analyseren en de partij de meest waarschijnlijke uitslag toekennen.
Afbreken is in verband met de opkomst van de computer tegenwoordig zeer zeldzaam bij schaken en dammen. Bij go zijn de computeranalyses veel minder ver ontwikkeld en is het probleem minder groot. 
In wedstrijdpartijen moet veelal binnen een bepaalde denktijd een voorgeschreven aantal zetten worden voltooid. Men kan ervoor kiezen daarna nog door te spelen tot de speeltijd voor die dag voorbij is. Wie de partij toch eerder wil afbreken, krijgt al de die dag nog resterende tijd toegerekend. Is de speeltijd om, dan moet de speler die dan aan zet is een zet afgeven.
In Japan wordt bij belangrijke wedstrijden go, die al gauw meer dan 1 dag duren, per dag een vast aantal uren gespeeld. Wanneer een partij is afgelopen start men direct de volgende. Aan het einde van de speeldag wordt de op dat moment lopende partij afgebroken.

## Geheim
Van de door de ene speler afgegeven zet neemt de andere speler pas kennis bij de hervatting, zodat beide spelers de stelling alleen na hun eigen laatste zet kennen. Dit laat onverlet dat soms duidelijk is, welke de eerstvolgende zet is.